# Perła – Browary Lubelskie

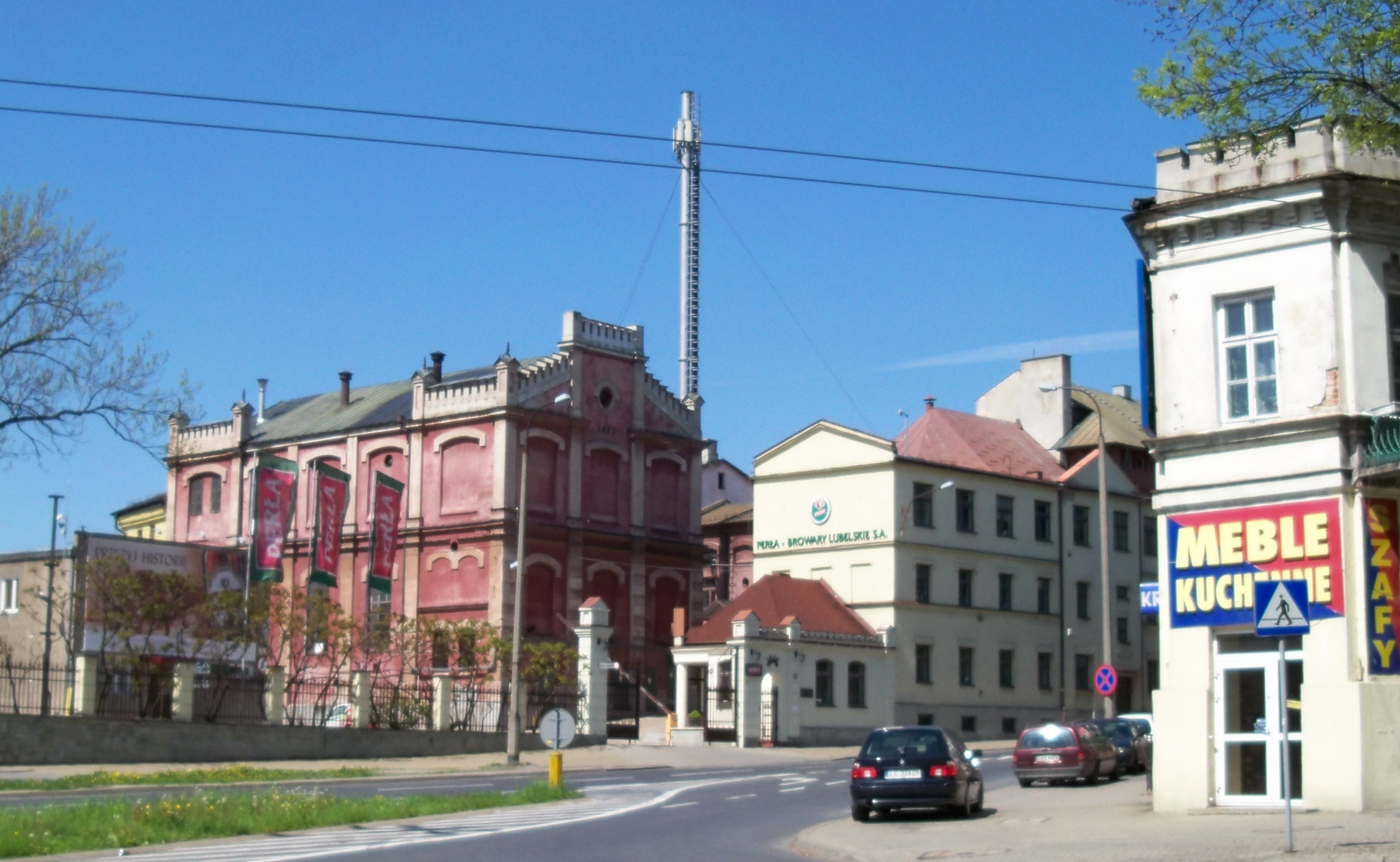
Siedziba spółki Perła – Browary Lubelskie w Lublinie

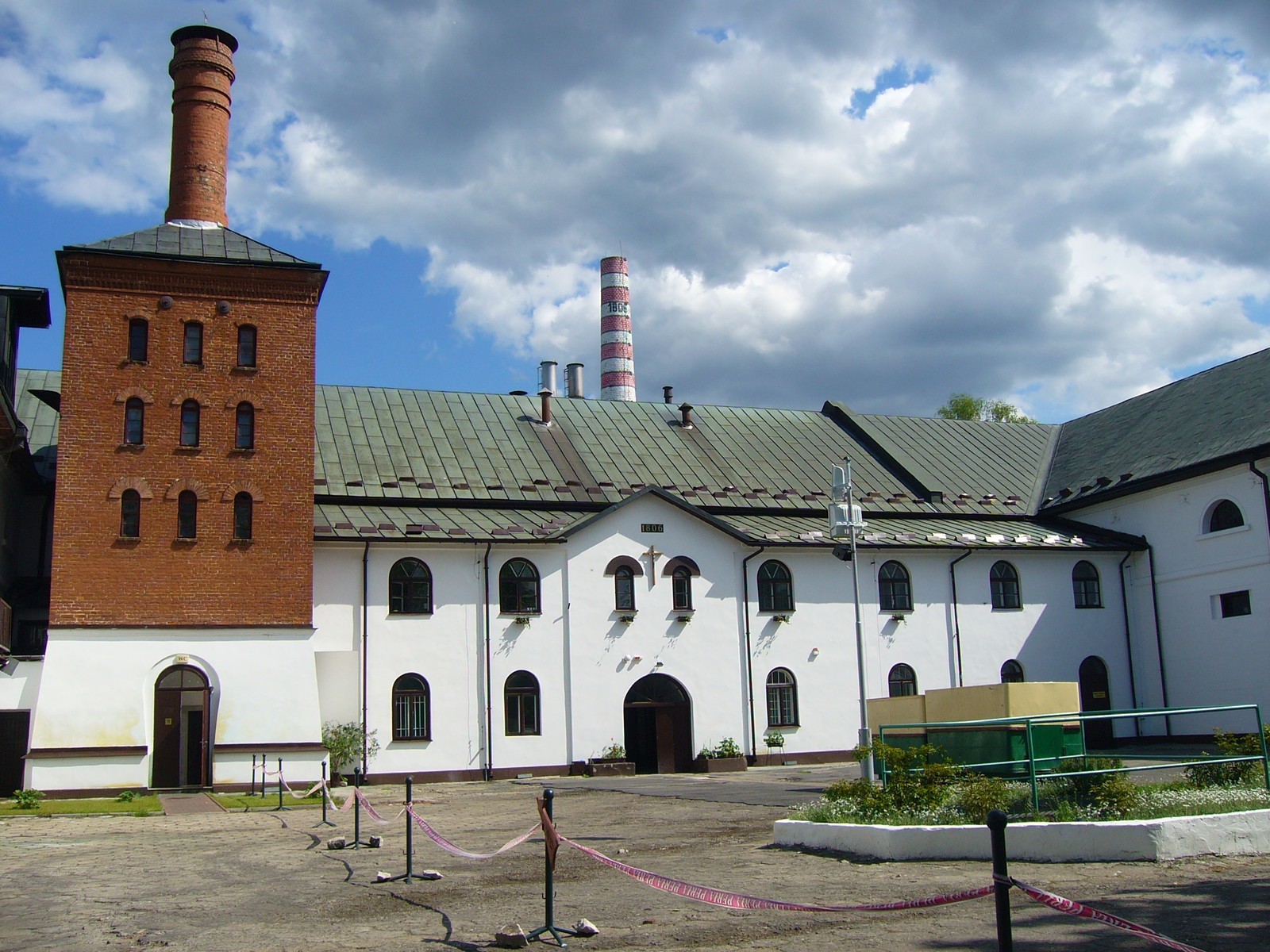
Zabytkowy budynek główny browaru w Zwierzyńcu

Perła – Browary Lubelskie S.A. – polski producent napojów alkoholowych.
Siedziba zarządu spółki Perła – Browary Lubelskie S.A. mieści się w zabytkowym browarze Vetterów przy ul. Bernardyńskiej w Lublinie. Produkcja odbywa się natomiast w zakładzie piwowarskim przy ul. Kunickiego w Lublinie i zakładzie piwowarskim w Zwierzyńcu.
Głównymi akcjonariuszami w spółce Perła – Browary Lubelskie S.A. w roku 2011 były: zarejestrowana na Cyprze firma Marconia Enterprises (50,7%) oraz duńska spółka branży piwowarskiej Royal Unibrew A/S (48%).

## Historia
Przedsiębiorstwo powstało w 1948 roku jako Lubelskie Zakłady Piwowarsko-Słodownicze. Majątek założycielski stanowiły upaństwowione po II wojnie światowej lubelskie Zakłady Przemysłowe K. R. Vetter i Browar Parowy Jeleń. W 1963 roku zakłady przyjęły nazwę Lubelskie Zakłady Chmielarsko-Piwowarskie. W 1974 roku przedsiębiorstwo przemianowano na Zakłady Piwowarskie w Lublinie. W tym czasie w jego skład włączono jako filie kilka browarów i słodowni z regionu Lubelszczyzny.
Od 1992 roku po restrukturyzacji i częściowej prywatyzacji polskiego przemysłu piwowarskiego firma działała jako spółka pracownicza. Posiadała wówczas w zarządzie: dwa browary w Lublinie, browar w Chełmie, browar w Jatutowie i browar w Zwierzyńcu. W 1997 roku nabyła na własność zakład Nr 1 w Lublinie i zakład w Chełmie. Pozostałe zatrzymała jako dzierżawca. W 1999 roku 48% akcji Browarów Lubelskich zakupiła spółka Browary Strzelec S.A. i współpracujący z nią Bank Gospodarki Żywnościowej. W tym samym czasie około 51% akcji spółki nabył polonijny inwestor Józef Hubert Gierowski, który w 2000 roku został przewodniczącym rady nadzorczej.
W 1999 roku spółka zaprzestała produkcji w browarze w Chełmie, w 2001 roku zakończyła produkcję w dzierżawionym od Skarbu Państwa browarze Nr 2 w Lublinie, a w 2003 roku zrezygnowała z dzierżawy browaru w Jatutowie. W 2005 roku 48% pakiet akcji Perły należący do holdingu Browary Polskie Brok-Strzelec S.A. został zakupiony przez duński koncern piwowarski Bryggerigruppen A/S i oddany jego spółce zależnej Royal Unibrew Polska. 51% akcji należących do Józefa Huberta Gierowskiego znalazło się natomiast w posiadaniu cypryjskiego holdingu Garmo Holdings Limited. Od tego czasu głównymi udziałowcami stawały się kolejno różne spółki zarejestrowane na Cyprze.
W 2007 roku próbę przejęcia większościowego pakietu udziałów w spółce Perła – Browary Lubelskie S.A. podjęła spółka Royal Unibrew Polska. Transakcja jednak została zablokowana przez głównego akcjonariusza i nie doszła do skutku. W 2008 roku poinformowano, że większościowym udziałowcem jest zarejestrowany na Cyprze amerykańsko-kanadyjski fundusz inwestycyjny Southbeach Developments Limited. Miał on odkupić udziały od cypryjskiego holdingu Garmo Holdings Limited.
W 2009 roku firma Southbeach Developments Limited zbyła swoje udziały w spółce Perła – Browary Lubelskie na rzecz zarejestrowanej na Cyprze firmy Marconia Enterprises Limited. W 2010 r. spółka Perła – Browary Lubelskie zrezygnowała z dzierżawy browaru w Zwierzyńcu tłumacząc się nieopłacalnością produkcji. W 2011 r. po zamianach właścicielskich w Royal Unibrew Polska jej udziały w spółce Perła – Browary Lubelskie zostały przeniesione na firmę Royal Unibrew. Jednocześnie główny udziałowiec w spółce Perła – Browary Lubelskie Marconia Enterprises rozpoczął procedurę podwyższenia kapitału zakładowego w drodze subskrypcji zamkniętej i przenoszenia akcji na cypryjską spółkę Firebreach Business Services Limited w wyniku czego udziały Royal Unibrew miały spaść do 16%. W kwietniu 2011 roku zarząd Royal Unibrew zaskarżył działania firmy Marconia Enterprises do sądu. Procedura podwyższania kapitału została sądownie wstrzymana w czerwcu 2011 roku.
W 2011 roku spółka Perła – Browary Lubelskie wprowadziła na polski rynek własną markę wina – Reggio, które jest produkowane dla firmy w winnicach: Hiszpanii, Portugalii, Włoch i Francji. W tym samym roku zdecydowała się na rozbudowę zakładu produkcyjnego w Lublinie. W 2013 roku browar przy ul. Kunickiego osiągnął dzięki tej inwestycji zdolności produkcyjne 1,7 miliona hektolitrów rocznie.
Od 2012 roku spółka ponownie została dzierżawcą browaru w Zwierzyńcu. Zakład uruchomiono w 2013 roku.

## Produkcja
Spółka Perła – Browary Lubelskie ma około 3% udziału w polskim rynku piwa. Produkuje około 1,7 miliona hektolitrów rocznie. Klasyfikowana jest wśród średniej wielkości firm browarniczych. Jej główną i sztandarową marką jest Perła. Obszar działalności dystrybucyjnej firmy skoncentrowany jest na południowo-wschodniej Polsce.
Przedsiębiorstwo prowadzi eksport swoich wyrobów do krajów Unii Europejskiej: Wielkiej Brytanii, Francji, Belgii, Grecji, Włoch, Holandii, Estonii, Szwecji i Rosji. Ponadto sprzedaje je do: Australii, Paragwaju, Zambii, Ghany, Kamerunu, Beninu. Znaczącą rolę odgrywa dystrybucja produktów do Stanów Zjednoczonych Ameryki.